# Elisabet Salander Björklund
Elisabet Salander Björklund, född 17 augusti 1958 i Björsjö, Dalarna, är en svensk företagsledare inom skogsindustrin. 
Elisabet Salander Björklund är utbildad jägmästare och har haft flera ledande positioner inom virkesförsörjning och sågverksindustrin. Under åren 1981–1994 arbetade hon för Domänverket, senare Assi Domän. Hon satt under en perioden 1995-2010 i ledningsgruppen för Stora Enso.
Sedan 2010 är hon vd för Bergvik Skog i Falun, som utöver skogsindustri även arbetar med att bygga vindkraftverk. 2006 invaldes hon som ledamot av Ingenjörsvetenskapsakademien.

## Utmärkelser
- H.M. Konungens medalj i guld av 12:e storleken (2019) för framstående insatser inom svenskt näringsliv.[3]